# موریس، نیوجرسی
موریس (به انگلیسی: Morris Township) شهری در ایالت نیوجرسی کشور ایالات متحده آمریکا است که جمعیت آن در سرشماری سال ۲۰۱۰ میلادی، ۲۲٬۳۰۶ نفر بوده‌است.